# Nyambaka
Nyambaka es una comuna camerunesa perteneciente al departamento de Vina de la región de Adamawa.
En 2005 la comuna tiene una población de 28 726 habitantes.
Se ubica sobre la carretera N1, unos 60 km al sureste de la capital regional Ngaoundéré.

## Localidades
Comprende, además de Nyambaka, las siguientes localidades:
- Badjer-Bouldouka
- Balel Ngaoussoy
- Balewa I
- Balewa II
- Bandal
- Belel Dibi
- Dibi
- Djamtari
- Fouloukou
- Gado-Djerem
- Galdi
- Kadjoka
- Katil Mboum
- Kognoli
- Laoupanga
- Lawana
- Maloko Wouroissa-Boula
- Malombo
- Mandourou Kolsel
- Mangoli
- Mangom
- Marwol
- Mbere-Magoïnang
- Mbereng
- Mbong Iya
- Ndassakoul
- Ndibi-Mboum
- Ndjouroum
- Neminaka
- Ngaoubol-Kognoli
- Nyambaka-Hossere
- Soua-Ngor
- Souckounga I
- Wassande
- Wouro Sangue